# Assomption en gloire avec des saints
L'Assomption en gloire avec des saints est une grande huile sur toile de 17 m2 peinte vers 1705 par Francesco Solimena. Elle se trouve au-dessus du maître-autel de l'église San Girolamo delle Monache de Naples.

## Histoire et description
C'est la noble et puissante famille Carafa qui commande cette œuvre à Francesco Solimena. On remarque le blason des Carafa aux angles du bas. Cette immense toile est destinée au couvent des franciscaines du Tiers-Ordre, la supérieure du couvent étant alors issue de la famille Carafa.
Ce grand tableau de 17 m2 représente l'Assomption de Marie dans une architecture fantastique avec des colonnes, des lésènes, des balustres et des arcs. Elle monte au Ciel couronnée d'étoiles et entourée d'anges avec à ses pieds trois saints en haut de la balustrade: saint Jérôme (en rouge à gauche), saint Benoît (en noir au milieu) et saint Jean de Capistran (à droite avec une bannière). Saint François d'Assise est devant en bas à gauche, en train de donner sa règle à un groupe de clarisses (avec sainte Élisabeth de Hongrie portant une couronne); on remarque aussi un couple en conversation (sans doute un Anjou avec Léopold de Hongrie) et divers personnages.
Le tableau est encadré de marbre avec des angelots de stuc.

## Source de la traduction
- (it) Cet article est partiellement ou en totalité issu de l’article de Wikipédia en italien intitulé « Gloria di Maria Assunta e santi » (voir la liste des auteurs).